# مارلو (فیلم)
مارلو (به انگلیسی: Marlowe) فیلمی به کارگردانی پل بوگارت بر اساس رمان خواهر کوچیکه نوشته ریموند چندلر است. جیمز گارنر در این فیلم نقش فلیپ مارلو را بازی می‌کند. در این فیلم که محصول سال ۱۹۶۹ است، بروس لی نیز در نقشی کوچک به ایفای نقش پرداخته است.

## داستان
داستان این فیلم به یکی از ماجراهای فلیپ مارلو (با بازی جیمز گارنر) می‌پردازد.

## بازیگران
- جیمز گارنر در نقش فلیپ مارلو
- گایل هانیکات
- کارول اوکانر
- ریتا مورنو
- شارون فارل
- ویلیام دانیلز
- اچ. ام. واینت
- جکی کوگان
- کنت توبی
- بروس لی در نقش وینسلاو ونگ
- کریستوفر کری
- جرج تاین
- کارین کاماچو
- پل استیونس
- راجر نیومن
- رید مورگان
- نیکول جفی